# Kasel-Golzig
Kasel-Golzig è un comune di 664 abitanti del Brandeburgo, in Germania.

Appartiene al circondario di Dahme-Spreewald ed è parte dell'Amt Unterspreewald.